# Boo'd Up
Boo'd Up è un singolo della cantante britannica Ella Mai, pubblicato il 20 febbraio 2018 come primo estratto dall'album in studio di debutto eponimo. 
Il brano è stato scritto e composto dalla stessa cantante in collaborazione con Joelle James, Larrance Dopson e Dijon McFarlane, meglio conosciuto come Mustard, e prodotto da questi ultimi due.

## Pubblicazione
L'autrice Joele James aveva inizialmente scritto Boo'd Up per se stessa nel 2014. Ha poi ricercato un'artista a cui dare la canzone, e la scelta è ricaduta su Ella Mai.
La canzone è stata pubblicata a febbraio 2017 come parte dell'EP Ready. Nei mesi successivi è cresciuta di popolarità nei social media e nei club notturni, in particolar modo nella San Francisco Bay Area e a Dallas, in Texas. Dopo che Ella Mai si è esibita come artista di supporto nel tour di Kehlani, la sua musica ha raggiunto un pubblico maggiore e la canzone ha iniziato a ricevere attenzione dalle radio all'inizio del 2018, raggiungendo la top ten della Billboard Hot 100 statunitense durante l'estate. Rolling Stone ha scritto che il brano è uno dei più grandi successi tra quelli delle artiste femminili R&B debuttanti negli ultimi dieci anni.

## Tracce
Download digitale
1. Boo'd Up – 4:16

## Remix
Il 4 luglio 2018 è stato pubblicato un remix del singolo in collaborazione con i rapper Nicki Minaj e Quavo.

### Tracce
Download digitale
1. Boo'd Up (Remix) (feat. Nicki Minaj e Quavo) – 3:37

## Successo commerciale
Nella settimana del 2 giugno 2018, la sua ottava di in classifica, la canzone ha raggiunto la top 10, classificandosi all'8ª posizione con 28,6 milioni di riproduzioni in streaming, 12 000 copie digitali vendute e un'audience radiofonica di 35,1 milioni di ascoltatori. Ella Mai è così diventata la prima artista a raggiungere le prime dieci posizioni con il suo singolo di debutto da quando ci era riuscito Lil Pump con Gucci Gang il dicembre precedente, e la prima donna da Cardi B con Bodak Yellow ad ottobre 2017. Due settimane dopo è salita alla 6ª posizione, per poi raggiungere il suo picco finale alla 5ª grazie alle 32,9 milioni di riproduzioni in streaming, alle 27 000 copie digitali vendute e ai 68,9 milioni di audience radiofonica.
Nella Official Singles Chart britannica ha raggiunto la 52ª posizione nella settimana datata 9 agosto 2018 con 9 298 unità di vendita.

## Classifiche

### Classifiche settimanali
| Classifica (2018) | Posizione massima |
| ----------------- | ----------------- |
| Australia         | 46                |
| Belgio (Fiandre)  | 62                |
| Canada            | 43                |
| Grecia            | 83                |
| Irlanda           | 85                |
| Nuova Zelanda     | 8                 |
| Portogallo        | 93                |
| Regno Unito       | 52                |
| Stati Uniti       | 5                 |

### Classifiche di fine anno
| Classifica (2018) | Posizione |
| ----------------- | --------- |
| Stati Uniti       | 15        |